# Gmina Krapkowice
Die Gmina Krapkowice ist eine Stadt- und Landgemeinde im Powiat Krapkowicki der Woiwodschaft Opole (Oppeln) in Polen. Ihr Sitz ist die gleichnamige Stadt (deutsch Krappitz) mit etwa 16.600 Einwohnern.

## Geografie
Die Gemeinde hat eine Fläche von 97,44 km², davon sind 67 % Flächen für die Landwirtschaft und 18 % Waldflächen. Die Gemeinde nimmt 22,03 % der Fläche des Landkreises ein.

## Ortschaften
In der Gemeinde befinden sich:
Städte:
- Krapkowice (Krappitz)

Orte mit Schulzenamt:
- Borek (Borek)
- Dąbrówka Górna (Dombrowka a. d. Oder)
- Gwoździce (Gwosdzütz)
- Kórnica (Körnitz)
- Nowy Dwór Prudnicki (Neuhof)
- Pietna (Pietna)
- Rogów Opolski (Rogau)
- Steblów (Stöblau)
- Ściborowice (Stiebendorf)
- Żużela (Zuzella)
- Żywocice (Zywodczütz)

Weiler:
- Jarczowice (Jarschowitz)
- Ligota (Ellguth)
- Posiłek (Poschillek)
- Wesoła (Wessola)

## Politik

### Bürgermeister
Die Verwaltung wird von einem Bürgermeister geleitet, der von der Bevölkerung alle vier Jahre direkt gewählt wird. Dies ist Andrzej Kasiura von der Deutschen Minderheit, deren Wahlkomitee 2024 unter der Bezeichnung „für Krapkowice“ antrat. Die Bürgermeisterwahl 2024 führte zu folgendem Ergebnis:
- Andrzej Kasiura (Wahlkomitee „für Krapkowice“) 47,2 % der Stimmen
- Maciej Sonik (Wahlkomitee Maciej Sonik) 28,0 % der Stimmen
- Denis Opioła (Wahlkomitee Denis Opioła) 24,8 % der Stimmen

Damit wurde eine Stichwahl notwendig, in der sich Amtsinhaber Kasiura mit 63,7 % der Stimmen durchsetzte.
Die Bürgermeisterwahl 2018 führte zu folgendem Ergebnis:
- Andrzej Kasiura (Wahlkomitee Deutsche Minderheit) 52,8 % der Stimmen
- Maciej Sonik (Koalicja Obywatelska) 47,2 % der Stimmen

Damit wurde Kasiura bereits im ersten Wahlgang als Bürgermeister wiedergewählt.

### Stadtrat
Der 21 Mitglieder umfassenden Gemeinderat wird von der Bevölkerung direkt gewählt. Die Wahl 2024 brachte folgendes Ergebnis:
- Wahlkomitee „für Krapkowice“ (Deutsche Minderheit) 48,6 % der Stimmen, 11 Sitze
- Wahlkomitee Maciej Sonik 29,9 % der Stimmen, 7 Sitze
- Wahlkomitee Denis Opioła 14,4 % der Stimmen, 2 Sitze
- Prawo i Sprawiedliwość (PiS) 5,4 % der Stimmen, 1 Sitz
- Lewica 1,7 % der Stimmen, kein Sitz

Die Wahl 2018 brachte folgendes Ergebnis:
- Wahlkomitee Deutsche Minderheit 44,7 % der Stimmen, 10 Sitze
- Koalicja Obywatelska (KO) 37,7 % der Stimmen, 8 Sitze
- Wahlkomitee Zusammen für den Bürger 6,9 % der Stimmen, 1 Sitz
- Prawo i Sprawiedliwość (PiS) 5,4 % der Stimmen, 1 Sitz
- Wahlkomitee Krapkowice-Land 5,3 % der Stimmen, 1 Sitz

## Bevölkerung
2002 hatte die Gemeinde 25397 Einwohner. Neben der polnischen Bevölkerung gaben bei der Volkszählung 2002 3763 Personen (14,8 %) die deutsche Nationalität (Volkszugehörigkeit) an. Bei der Volkszählung 2011 lag bei einer Gesamteinwohnerzahl von 23706 Personen der prozentuale Anteil der Deutschen bei 11,0 % bzw. 2610 Personen.
| Nationalität | Anzahl | Anteil |
| ------------ | ------ | ------ |
| Deutsch      | 3763   | 14,8 % |
| Polnisch     | 18686  | 73,6 % |
| Schlesisch   | 606    | 2,4 %  |